# 女子力カウンセラーナオコ
女子力カウンセラーナオコ(じょしりょくカウンセラーナオコ)は、2012年4月から2013年3月までJCN、J:COMで放送された全12回の番組。内容は、毎回女子力のない相談者がどうしたら女子力がつくのかをナオコ先生にカウンセリングしてもらう。毎回テーマにそって取材部分とドラマ部分の2部構成になっている。

## タイトル
- 第1回　「笑顔になりたい私。」
- 第2回　「片づけができない私。」
- 第3回　「ダイエットできない私。」
- 第4回　「気配りできない私。」
- 第5回　「メイクができない私。」
- 第6回　「ヘアアレンジができない私。」
- 第7回　「カラーコーディネートができない私。」
- 第8回　「料理ができない私。」
- 第9回　「代謝がよくない私。」
- 第10回 「作法を知らない私。」
- 第11回 「乾燥して肌が荒れてしまう私。」
- 第12回 「フラワーアレンジメントが苦手な私。」

## 出演者
- カウンセラーナオコ - 巽よしこ

### 相談者
- 第1回  清水ひとみ（ワハハ本舗）
- 第2回  芳野友美（ハーモニー）
- 第3回  岩本えり（劇団 乞局）
- 第4回  金澤貴子（劇団 東京ヴォ—ドヴィルショー）
- 第5回  石川美樹（劇団 俳協）
- 第6回  岩田恵里（ジャングル）
- 第7回  矢原加奈子（ワハハ本舗）
- 第8回  芳野友美（ハーモニー）
- 第9回  片岡明日香（ハーモニー）
- 第10回 三井穂高（劇団 山の手事情社）
- 第11回 清水ひとみ（ワハハ本舗）
- 第12回 岩田恵里（ジャングル）